# Остбург
Остбург (нидерл. Oostburg; зел. Wòstburg) — город в нидерландской провинции Зеландия. Город относится к общине Слёйс и является её крупнейшим поселением.
Права города Остбург получил в 1237 году. До 1 января 2003 года «Остбургом» также называлась община; она была объединена с общиной Слёйс-Арденбург для образования современной административной единицы.